# Heinrich von Galen
Heinrich von Galen (* um 1480; † 30. Mai 1557 auf der Burg Tarwast, heute Tarvastu) war von 1551 bis 1557 Landmeister des Deutschen Ordens in Livland. Er entstammte der Linie Vellinghausen-Bisping des westfälischen Uradelsgeschlechts Galen.
Galen trat im Jahre 1506 in den Deutschen Orden ein. Im Jahr 1514 war er Komtur in Wenden (heute Cēsis), von 1519 bis 1529 Vogt von Kandau (Kandava) und danach von 1529 bis 1535 Komtur von Goldingen (Kuldīga). Nach dem Tod Wolters von Plettenberg wurde Galen Landmarschall. Er war 16 Jahre Landmarschall und wurde danach als Nachfolger von Johann von der Recke zum Landmeister gewählt.
Am Ende seiner Amtszeit fand die rigische Koadjutorsfehde statt. Deshalb wählte er Johann Wilhelm von Fürstenberg zu seinem Koadjutor. Galen starb kurz vor dem Livländischen Krieg.